# Zelenáček žlutoprsý
Zelenáček žlutoprsý (Vireo flavifrons) je malý severoamerický pěvec z čeledi zelenáčkovitých.    

## Popis, způsob života
Obě pohlaví se neliší vzrůstem ani zabarvením. Hmotnost se pohybuje mezi 15 až 20 gramy, délka těla mezi 12 až 15 cm, při rozpětí do 23 cm. Hřbet a hlava jsou olivové. Kolem očí mají obě pohlaví žluté brýle. Na šedých křídlech se objevují bílé letky. Hrdlo a hruď jsou výrazně žluté, dolní polovina předku těla je bílá. Postava je zavalitá se silným zobákem a krátkým ocasem.    
Shání potravu ve všech středních a vyšších patrech listnatých lesů, sbírá hmyz na kmenech, větvích a listech. Pohybuje se pomalu a potravu hledá dlouho na jednom místě.
Hnízdí ve východních částech Spojených států a Mexika, přezimuje ve Střední Americe a na severozápadě Jižní Ameriky.

## Hnízdění
Hnízdí v listnatých lesích, často v hustých podrostech na jejich okrajích. Hnízdění probíhá podle výskytu od dubna do července. Hnízdo má tvar šálku a je umístěno na větvi ve výškách od 1 m do nejvyšších lesních pater. Je vyrobeno z travin a kůry, lemováno travinami. Vně je pokryto mechy a lišejníky. Připomíná hnízdo pěnkavy obecné. Stejně jako pěnkava buduje hnízdo samice, a to po dobu asi sedmi dnů.  Snáší tři až pět bílých vajec s tmavými skvrnami. Samec i samice se oba na hnízdě střídají během čtrnáctidenní inkubační doby.

## Zpěv
Zpěv se skládá z jednoduchých, monotónních, krátkých a opakovaných motivů.

## Zelenáček žlutoprsý v umění
Pestrá žlutá barva hrudi vždy lákala lidskou pozornost. Proslulý autor nejpopulárnějších mexických písní Tomás Méndez se na začátku své kariéry proslavil písní o nešťastném zelenáčku, naříkajícím u rozbitého hnízda. Neznaje odborný název, nazval píseň Gorrioncillo pecho amarillo - Vrabeček se žlutým hrdlem.      